# Трес де Марсо (стадион)
Эстадио Трес де Марсо или Стадион Третьего марта (исп. Estadio Tres de Marzo) — футбольный стадион, находящийся в городе Сапопан, пригороде Гвадалахары (Мексика). Расположен на территории кампуса Автономного университета Гвадалахары и является домашней ареной клуба «Текос». Принимал три матча чемпионата мира по футболу 1986 года.

## История
У футбольной команды Автономного университета Гвадалахары, игравшей на тот момент в третьем по силе дивизионе страны, появилась потребность в своём поле для проведения матчей. Строительство стадиона началось в 1971 году.
Стальные трибуны были сборными и вмещали около 3000 человек. В силу того, что команда поднялась на второй уровень мексиканского футбола в 1973 году, и в соответствии с постановлением национальной федерации должна была расширить вместимость. По бокам поля были построены новые бетонные трибуны. Это увеличило вместимость стадиона до 15 000 человек, что является минимальным требованием для стадиона второго дивизиона.
В 1975 году, после того как «Текос» поднялись в Примеру, трибуны были снова реконструированы, чтобы соответствовать минимальным требованиям высшего дивизиона, увеличив вместимость до 25 000 человек.
Стадион снова прошёл реконструкцию, чтобы принять матчи чемпионата мира 1986 года, которая увеличила вместимость до 30 015 человек после создания новых стоячих секторов.
В 1999 году объект подвергся последней крупной реконструкции, которая включала такие улучшения, как новое поле и дренажная система. Стадион получил своё название в честь даты основания Автономного университета Гвадалахары — 3 марта 1935 года.
Позже, в 2009 году, он был вновь реконструирован, чтобы соответствовать новому современному облику местного клуба, изменились цвета трибун с жёлто-красного на винно-красный, а также нарисован логотип команды по центру восточной и западной частей основных трибун.
Стадион часто используется для проведения концертов. Среди известных звёзд, выступивших здесь, — Шакира, Луис Мигель, Роджер Уотерс, Maná, Soda Stereo, Metallica, Coldplay, The Black Eyed Peas, Jonas Brothers, Леди Гага, Бритни Спирс.

### Чемпионат мира по футболу 1986
| Дата         | Матч                          | Зрители |
| ------------ | ----------------------------- | ------- |
| 3 июня 1986  | Алжир 1-1 Северная Ирландия   | 22 000  |
| 7 июня 1986  | Испания 2-1 Северная Ирландия | 28 000  |
| 11 июня 1986 | Марокко 3-1 Португалия        | 24 000  |